# Горожанское сельское поселение
Горожанское сельское поселение — муниципальное образование в Рамонском районе Воронежской области. Административный центр — деревня Богданово.

## География
Сельское поселение расположено в северной части района, с северо-запада его территория выходит к Дону. На севере территория муниципального образования граничит с Липецкой областью; на востоке — с Комсомольским сельским поселением и Берёзовским сельским поселением; на юге — с Айдаровским сельским поселением и Новоживонновским сельским поселением; на западе — со Скляевским сельским поселением.

## История
Горожанская сельская администрация образована в 1917 году постановлением ВЦИК и СНК РСФСР от 24 декабря 1917 года. Границы и статус Горожанского сельского поселения установлены ст. 2 и ст. 3 закона Воронежской области от 23 декабря 2004 года № 90-ОЗ «Об установлении границ, наделении соответствующим статусом, определении административных центров муниципальных образований Новоусманского и Рамонского районов» (ред. от 6 октября 2010 года).
Горожанский сельский совет наделён статусом Горожанского сельского поселения. Административным центром Горожанского сельского поселения является деревня Богданово.
Территорию Горожанского сельского поселения составляют исторически сложившиеся земли поселения, прилегающие к нему земли общего пользования, территории традиционного природопользования населения Горожанского сельского поселения, рекреационные земли, земли для развития Горожанского сельского поселения, независимо от форм собственности и целевого назначения, находящиеся в пределах границ Горожанского сельского поселения, в том числе населённые пункты: деревня Богданово, деревня Галкино, село Горожанка, деревня Кривоборье, деревня Кулешовка, село Солнце-Дубрава, не являющиеся поселениями.
Село Горожанка расположено на левом берегу реки Дон в 18 км к северо-западу от Рамони. Возникло село около 1726 года. Первым поселенцем здесь был крестьянин однодворец Горожанкин, от которого и произошло название.
Старинная деревня Буровлянка возникла примерно в 1698—1700 годах, как поселение около фабрики, вырабатывающей солдатское сукно. Во второй половине XVIII века один из жителей Буровлянки по фамилии Богданов на проходившей рядом Задонской дороге поставил хутор. Хутор получил название по его хозяину — Богданов. На картах середины XIX века хутор отмечен как Богданов постоялый двор – Буровлянские выселки.
В 1960-х годах здесь началось строительство многоквартирных двухэтажных домов, восьмилетней школы, почты, медпункта, магазина, конторы совхоза. Создаётся экспериментально-показательный совхозный посёлок совхоз «Донской». В его состав включена и старинная деревня Буровлянка. С 1967 года за ними закреплено общее название — Богданово.

## Экономика
На территории Горожанского сельского поселения расположены ЗАО «Горожанка», ООО «Донское», ООО «Черноземье Агро Рамонь», Горожанская санаторная школа-интернат, ООО молочный комбинат «Богдановский».

## Населённые пункты
В состав Горожанского сельского поселения входят:
- деревня Богданово
- деревня Галкино
- село Горожанка
- деревня Кривоборье
- деревня Кулешовка
- село Солнце-Дубрава

## Население
| 2010  | 2012  | 2013  | 2014  | 2015  | 2016  | 2017  |
| ----- | ----- | ----- | ----- | ----- | ----- | ----- |
| 1958  | ↗1989 | ↘1980 | ↗1993 | ↘1978 | ↘1966 | ↘1944 |
| 2018  |       |       |       |       |       |       |
| ↘1931 |       |       |       |       |       |       |